# Héliopolis, Algérie
Heliopolis là một đô thị thuộc tỉnh Guelma, Algérie. Dân số thời điểm năm 2002 là 22.605 người.